# Viktorija Golubic
Viktorija Golubic, née le 16 octobre 1992 à Zurich, est une joueuse de tennis suisse, professionnelle depuis 2010.
Elle a remporté deux titres en simple sur le Circuit WTA ainsi que la Coupe Billie Jean King en 2022.

## Biographie
Viktorija Golubic naît le 16 octobre 1992 à Zurich. Sa mère Vucica, une infirmière originaire de Serbie, et son père Ignacije, un menuisier originaire de Croatie, ont émigré en Suisse dans les années 1970,. Elle a une sœur, Natalija, et deux frères, Kristijan et David, plus âgés qu’elle. C’est son frère David qui lui offre sa première raquette alors qu’elle est âgée de deux ans.

## Carrière
Sur le circuit ITF, elle possède dix titres en simple et 15 en double.
En avril 2015, lors de la rencontre de Fed Cup opposant la Pologne à la Suisse et alors que les deux équipes sont à égalité (2 à 2), elle participe à la victoire du double avec Timea Bacsinszky contre Agnieszka Radwańska et Alicja Rosolska, et contribue ainsi au retour de son pays dans le groupe mondial I pour la première fois depuis 2004.
Elle remporte son premier tournoi WTA à Gstaad le dimanche 17 juillet 2016, battant en finale la Néerlandaise Kiki Bertens en trois sets.
Redescendue au niveau ITF, elle remporte les Internationaux féminins de la Vienne fin octobre 2018, battant en finale la Russe Natalia Vikhlyantseva.
Elle réalise sa meilleure saison en 2021, tout d'abord sur le circuit ITF avec une finale à Fujairah suivie d'un titre à Grenoble. Elle est ensuite finaliste de l'Open de Lyon en étant issue des qualifications et après battu Caroline Garcia et Fiona Ferro. Elle enchaîne avec une seconde finale à Monterrey contre Leylah Fernandez. Sur terre battue, elle s'impose à Saint-Malo face à Jasmine Paolini. Lors du tournoi de Wimbledon, elle écarte difficilement la tête de série n°29 Veronika Kudermetova (3-6, 6-1, 11-9), puis plus facilement trois américaines, Danielle Collins, Madison Brengle et Madison Keys. Elle s'incline lourdement en quart de finale contre Karolína Plíšková (6-2, 6-2). Elle dispute ensuite les Jeux olympiques de Tokyo et obtient une médaille d'argent en double avec Belinda Bencic.
Finaliste à Rouen fin 2022, elle s'illustre en remportant la Coupe Billie Jean King avec la Suisse, obtenant des victoires sur Bianca Andreescu en phase de poule et Karolína Muchová en demi-finale.
Elle remporte son deuxième titre, le premier sur dur de la première édition du tournoi de Jiujiang en novembre 2024, en se débarrassant de la qualifiée Chinoise You Xiaodi (7-5, 6-2) et en profitant de l'abandon de la tête de série numéro quatre Jéssica Bouzas Maneiro après une manche (6-2 ab.). Sortant victorieuse d'un match difficile contre Arantxa Rus (7-5, 4-6, 7-6), elle balaie ensuite les têtes de série numéro une et deux, Marie Bouzková (6-1, 6-2) et Rebecca Šramková (6-3, 7-5) pour sortir victorieuse du tournoi.

## Palmarès

### Titres en simple dames
| No | Date       | Nom et lieu du tournoi             | Catégorie | Dotation  | Surface      | Finaliste        | Score         |          |
| -- | ---------- | ---------------------------------- | --------- | --------- | ------------ | ---------------- | ------------- | -------- |
| 1  | 11-07-2016 | Ladies Championship Gstaad, Gstaad | Intern'l  | 250 000 $ | Terre (ext.) | Kiki Bertens     | 4-6, 6-3, 6-4 | Parcours |
| 2  | 28-10-2024 | Jiangxi Open, Jiujiang             | WTA 250   | 267 082 $ | Dur (ext.)   | Rebecca Šramková | 6-3, 7-5      | Parcours |

### Finales en simple dames
| No | Date       | Nom et lieu du tournoi         | Catégorie | Dotation  | Surface    | Vainqueure         | Score    |          |
| -- | ---------- | ------------------------------ | --------- | --------- | ---------- | ------------------ | -------- | -------- |
| 1  | 10-10-2016 | Generali Ladies Linz, Linz     | Intern'l  | 250 000 $ | Dur (int.) | Dominika Cibulková | 6-3, 7-5 | Parcours |
| 2  | 01-03-2021 | Open 6e sens, Lyon             | WTA 250   | 235 238 $ | Dur (int.) | Clara Tauson       | 6-4, 6-1 | Parcours |
| 3  | 15-03-2021 | Abierto GNP Seguros, Monterrey | WTA 250   | 235 238 $ | Dur (ext.) | Leylah Fernandez   | 6-1, 6-4 | Parcours |

### Titre en double dames
Aucun

### Finales en double dames
| No | Date       | Nom et lieu du tournoi                              | Catégorie     | Dotation  | Surface      | Vainqueures                           | Partenaire      | Score             |          |
| -- | ---------- | --------------------------------------------------- | ------------- | --------- | ------------ | ------------------------------------- | --------------- | ----------------- | -------- |
| 1  | 17-07-2017 | Ladies Championship Gstaad by iXion Services Gstaad | Intern'l      | 250 000 $ | Terre (ext.) | Kiki Bertens Johanna Larsson          | Nina Stojanović | 7-64, 4-6, [10-7] | Parcours |
| 2  | 24-07-2021 | Jeux Olympiques Tokyo                               | J. olympiques | NC        | Dur (ext.)   | Barbora Krejčíková Kateřina Siniaková | Belinda Bencic  | 7-5, 6-1          | Parcours |
| 3  | 09-01-2023 | Tournoi de tennis de Hobart Hobart                  | WTA 250       | 259 303 $ | Dur (ext.)   | Kirsten Flipkens Laura Siegemund      | Panna Udvardy   | 6-4, 7-5          | Parcours |

### Titres en simple en WTA 125
| No | Date       | Nom et lieu du tournoi                 | Catégorie | Dotation  | Surface      | Finaliste       | Score         |          |
| -- | ---------- | -------------------------------------- | --------- | --------- | ------------ | --------------- | ------------- | -------- |
| 1  | 25-02-2019 | Oracle Challenger Series, Indian Wells | WTA 125   | 150 000 $ | Dur (ext.)   | Jennifer Brady  | 3-6, 7-5, 6-3 | Parcours |
| 2  | 03-05-2021 | L'Open 35 de Saint-Malo, Saint-Malo    | WTA 125   | 115 000 $ | Terre (ext.) | Jasmine Paolini | 6-1, 6-3      | Parcours |
| 3  | 09-10-2023 | Open de Rouen Capfinances, Rouen       | WTA 125   | 115 000 $ | Dur (int.)   | Erika Andreeva  | 6-4, 6-1      | Parcours |
| 4  | 09-12-2024 | Open BLS de Limoges, Limoges           | WTA 125   | 115 000 $ | Dur (int.)   | Céline Naef     | 7-5, 6-4      | Parcours |

### Finales en simple en WTA 125
| No | Date       | Nom et lieu du tournoi           | Catégorie | Dotation  | Surface    | Vainqueure         | Score     |          |
| -- | ---------- | -------------------------------- | --------- | --------- | ---------- | ------------------ | --------- | -------- |
| 1  | 17-10-2022 | Open de Rouen Capfinances, Rouen | WTA 125   | 115 000 $ | Dur (int.) | Maryna Zanevska    | 7-66, 6-1 | Parcours |
| 2  | 28-07-2025 | T-Mobile Polish Open, Varsovie   | WTA 125   | 115 000 $ | Dur (ext.) | Kateřina Siniaková | 6-1, 6-2  | Parcours |

## Parcours en Grand Chelem

### En simple dames
| Année | Open d'Australie | Open d'Australie  | Internationaux de France | Internationaux de France | Wimbledon       | Wimbledon          | US Open         | US Open           |
| ----- | ---------------- | ----------------- | ------------------------ | ------------------------ | --------------- | ------------------ | --------------- | ----------------- |
| 2013  | —                | —                 | —                        | —                        | —               | —                  | Q2              | Grace Min         |
| 2014  | Q1               | An-Sophie Mestach | Q1                       | Eri Hozumi               | Q1              | Yuliya Beygelzimer | Q1              | Alla Kudryavtseva |
| 2015  | Q2               | Çağla Büyükakçay  | —                        | —                        | —               | —                  | —               | —                 |
| 2016  | 1er tour (1/64)  | Carla Suárez      | 2e tour (1/32)           | Lucie Šafářová           | Q2              | Amra Sadiković     | 1er tour (1/64) | Catherine Bellis  |
| 2017  | 1er tour (1/64)  | Kristýna Plíšková | 1er tour (1/64)          | A. Sasnovich             | 2e tour (1/32)  | Lesia Tsurenko     | 1er tour (1/64) | Tímea Babos       |
| 2018  | 1er tour (1/64)  | K. Bondarenko     | 1er tour (1/64)          | Caroline Dolehide        | 1er tour (1/64) | Ons Jabeur         | Q2              | Julia Glushko     |
| 2019  | 1er tour (1/64)  | Elina Svitolina   | 1er tour (1/64)          | Hsieh Su-wei             | 3e tour (1/16)  | Dayana Yastremska  | 1er tour (1/64) | Zhang Shuai       |
| 2020  | 1er tour (1/64)  | Zhu Lin           | Q1                       | Anhelina Kalinina        | Annulé          | Annulé             | 1er tour (1/64) | Vera Lapko        |
| 2021  | Q2               | Kamilla Rakhimova | 1er tour (1/64)          | Anett Kontaveit          | 1/4 de finale   | Karolína Plíšková  | 1er tour (1/64) | Bianca Andreescu  |
| 2022  | 1er tour (1/64)  | Zhang Shuai       | 1er tour (1/64)          | Katie Volynets           | 2e tour (1/32)  | Barbora Krejčíková | 1er tour (1/64) | Jessica Pegula    |
| 2023  | 1er tour (1/64)  | Petra Martić      | Q1                       | Storm Hunter             | 2e tour (1/32)  | Madison Keys       | Q2              | Sachia Vickery    |
| 2024  | 3e tour (1/16)   | Elina Svitolina   | 2e tour (1/32)           | Anastasia Potapova       | 1er tour (1/64) | Jule Niemeier      | 1er tour (1/64) | Paula Badosa      |
| 2025  | 1er tour (1/64)  | Elise Mertens     | 2e tour (1/32)           | Amanda Anisimova         | 1er tour (1/64) | Ann Li             |                 |                   |

N.B. : à droite du résultat se trouve le nom de l'ultime adversaire.

### En double dames
| Année | Open d'Australie                                                                       | Open d'Australie                                                                           | Internationaux de France                                                                | Internationaux de France                                                                | Wimbledon                                                                                | Wimbledon | US Open                                                                                | US Open |
| ----- | -------------------------------------------------------------------------------------- | ------------------------------------------------------------------------------------------ | --------------------------------------------------------------------------------------- | --------------------------------------------------------------------------------------- | ---------------------------------------------------------------------------------------- | --------- | -------------------------------------------------------------------------------------- | ------- |
| 2016  | —                                                                                      | —                                                                                          | —                                                                                       | —                                                                                       | —                                                                                        | —         | 2e tour (1/16) N. Melichar \|\| style="text-align:left;" \| S. Mirza B. Strýcová       |         |
| 2017  | 3e tour (1/8) Kr. Plíšková \|\| style="text-align:left;" \| E. Makarova E. Vesnina     | 2e tour (1/16) Kr. Plíšková \|\| style="text-align:left;" \| Chan Y.-j. M. Hingis          | 1er tour (1/32) Kr. Plíšková \|\| style="text-align:left;" \| A.L. Grönefeld K. Peschke | 1er tour (1/32) Kr. Plíšková \|\| style="text-align:left;" \| J. Čepelová M. Rybáriková |                                                                                          |           |                                                                                        |         |
| 2018  | 1/8 de finale N. Stojanović \|\| style="text-align:left;" \| T. Babos K. Mladenovic    | 2e tour (1/16) N. Stojanović \|\| style="text-align:left;" \| L. Arruabarrena K. Srebotnik | 1er tour (1/32) N. Geuer \|\| style="text-align:left;" \| S. Kenin S. Vickery           | —                                                                                       | —                                                                                        |           |                                                                                        |         |
| 2019  | —                                                                                      | —                                                                                          | 1er tour (1/32) K. Muchová \|\| style="text-align:left;" \| R. Atawo K. Srebotnik       | 2e tour (1/16) E. Alexandrova \|\| style="text-align:left;" \| Hsieh S.-w. B. Strýcová  | 1/8 de finale S. Sorribes Tormo \|\| style="text-align:left;" \| E. Mertens A. Sabalenka |           |                                                                                        |         |
| 2020  | 2e tour (1/16) Davis \|\| style="text-align:left;" \| Hsieh Strýcová                   | —                                                                                          | —                                                                                       | Annulé                                                                                  | Annulé                                                                                   | —         | —                                                                                      |         |
| 2021  | —                                                                                      | —                                                                                          | 1er tour (1/32) A. Panova \|\| style="text-align:left;" \| Xu Y. Zhang S.               | 2e tour (1/16) M. Doi \|\| style="text-align:left;" \| Hsieh S.-w. E. Mertens           | 1er tour (1/32) T. Zidanšek \|\| style="text-align:left;" \| G. Dabrowski L. Stefani     |           |                                                                                        |         |
| 2022  | 1er tour (1/32) J. Teichmann \|\| style="text-align:left;" \| L. Kichenok J. Ostapenko | 2e tour (1/16) J. Teichmann \|\| Forfait                                                   | 2e tour (1/16) C. Osorio \|\| style="text-align:left;" \| E. Mertens Zhang S.           | —                                                                                       | —                                                                                        |           |                                                                                        |         |
| 2023  | 1/8 de finale M. Niculescu \|\| style="text-align:left;" \| S. Hunter E. Mertens       | —                                                                                          | —                                                                                       | —                                                                                       | —                                                                                        | —         | —                                                                                      |         |
| 2024  | —                                                                                      | —                                                                                          | —                                                                                       | —                                                                                       | —                                                                                        | —         | 2e tour (1/16) T. Moore \|\| style="text-align:left;" \| N. Melichar-Martinez E. Perez |         |

N.B. : le nom de la partenaire se trouve sous le résultat ; les noms des ultimes adversaires se trouvent à droite.

## Parcours en «Premier» et WTA 1000
Les tournois WTA « Premier Mandatory » et « Premier 5 » (entre 2009 et 2020) et WTA 1000 (à partir de 2021) constituent les catégories d'épreuves les plus prestigieuses, après les quatre levées du Grand Chelem. 

De 2009 à 2023, les tournois Premier Mandatory (dits tournois WTA 1000 obligatoires entre 2021 et 2023) regroupent Indian Wells, Miami, Madrid et Pékin, les autres constituant les tournois Premier 5 (tournois WTA 1000 non-obligatoires). À partir de 2024, le nombre de tournois WTA 1000 passe à 10 par saison (fin de l’alternance Doha / Dubaï), ces derniers devenant tous obligatoires et offrant tous 1000 points à la vainqueure (contre 900 points précédemment pour les tournois Premier 5).

### En simple dames
| Année |       |                           |                             |                              |                              |                             |                             |                           |                         |                         |  |                            |
| Doha  | Dubaï | Indian Wells              | Miami                       | Madrid                       | Rome                         | Canada                      | Cincinnati                  | Pékin                     |                         | Wuhan                   |  |                            |
| Doha  | Dubaï | Indian Wells              | Miami                       | Madrid                       | Rome                         | Canada                      | Cincinnati                  | Pékin                     | Guadalajara             |                         |  |                            |
| Doha  | Dubaï | Indian Wells              | Miami                       | Madrid                       | Rome                         | Canada                      | Cincinnati                  | Pékin                     |                         |                         |  |                            |
| 2016  |       |                           | Hors catégorie              |                              |                              |                             |                             |                           | 1er tour (1/32) K. Nara |                         |  |                            |
| 2017  |       | Hors catégorie            | 2e tour (1/16) C. Wozniacki | 1er tour (1/64) L. Davis     | 2e tour (1/32) M. Keys       | 1er tour (1/32) A. Riske    |                             |                           |                         |                         |  |                            |
| 2018  |       |                           | Hors catégorie              |                              | 1er tour (1/64) V. Lepchenko |                             |                             |                           |                         |                         |  | 2e tour (1/16) G. Muguruza |
| 2019  |       | Hors catégorie            |                             | 1er tour (1/64) B. Strýcová  | 1er tour (1/64) A. Sasnovich |                             |                             |                           |                         |                         |  |                            |
|       |       |                           |                             |                              |                              |                             |                             |                           |                         |                         |  |                            |
| 2021  |       | Hors catégorie            |                             | 3e tour (1/16) A. Kalinskaya |                              |                             |                             | 1er tour (1/32) P. Badosa |                         | Annulé                  |  | Annulé                     |
| 2022  |       | 2e tour (1/16) I. Świątek | Hors catégorie              | 4e tour (1/8) E. Rybakina    | 2e tour (1/32) I. Świątek    | 1er tour (1/32) V. Azarenka | 1re tour (1/32) V. Azarenka |                           |                         | Hors calendrier         |  |                            |
| 2023  |       | Hors catégorie            |                             |                              | 2e tour (1/32) L. Samsonova  |                             |                             |                           |                         |                         |  |                            |
| 2024  |       |                           |                             |                              |                              |                             |                             |                           |                         | 2e tour (1/32) D. Vekić |  |                            |
| 2025  |       |                           |                             | 1er tour (1/64) K. Birrell   |                              |                             | 2e tour (1/32) N. Osaka     |                           |                         |                         |  |                            |

Sous le résultat, l’ultime adversaire.
1. 1 2   Les tournois de Doha et Dubaï alternent le statut de tournoi WTA 1000 (ex Premier 5) entre 2009 et 2023 : les trois premières éditions ont lieu à Dubaï, les trois suivantes à Doha, puis Dubaï accueille le tournoi de cette catégorie les années impaires et Dubaï les années paires. De 2011 à 2023, la ville qui n’accueille pas de WTA 1000 organise à la place un tournoi WTA 500 (ex Premier).
2. 1 2 3 4 5 6 7   L’ordre de déroulement des tournois a évolué depuis 2009 : Rome se dispute avant Madrid et Cincinnati avant Montréal/Toronto jusqu’en 2010, tandis que Tokyo/Wuhan/Guadalajara ont lieu avant Pékin jusqu’en 2023.
3. 1 2  Du fait de la pandémie de Covid-19, les tournois d’Indian Wells, de Miami, de Madrid, du Canada, de Wuhan et de Pékin sont annulés en 2020. Ces deux derniers le sont également en 2021. Pour des raisons d’organisation, le tournoi de Cincinnati 2020 a exceptionnellement lieu à Flushing Meadows à New York.
4. ↑  Le 1er décembre 2021, le président de la WTA, Steve Simon, annonce que tous les tournois prévus en Chine et à Hong Kong sont suspendus à partir de 2022, en raison de préoccupations concernant la sécurité et le bien-être de la joueuse de tennis chinoise Peng Shuai après ses allégations de relations sexuelles non-consenties avec Zhang Gaoli, membre de haut rang du Parti communiste chinois. Le tournoi de Pékin revient en 2023. Le tournoi de Guadalajara remplace celui de Wuhan pendant deux ans, ce dernier réapparaissant en 2024.

## Parcours aux Jeux olympiques

### En simple dames
| # | Date       | Nom de l'olympiade         | Surface             | Résultat        | Ultime adversaire | Score    |          |
| - | ---------- | -------------------------- | ------------------- | --------------- | ----------------- | -------- | -------- |
| 1 | 31/07/2021 | Olympic Tennis Event Tokyo | Dur (ext.)          | 1/16 de finale  | Naomi Osaka       | 6-3, 6-2 | Parcours |
| 2 | 27/07/2024 | Olympic Tennis Event Paris | Terre battue (ext.) | 1er tour (1/32) | Jessica Pegula    | 6-3, 6-4 | Parcours |

### En double dames
| # | Date       | Nom de l'olympiade         | Surface    | Résultat | Partenaire     | Ultimes adversaires                     | Score    |          |
| - | ---------- | -------------------------- | ---------- | -------- | -------------- | --------------------------------------- | -------- | -------- |
| 1 | 01/08/2021 | Olympic Tennis Event Tokyo | Dur (ext.) | Argent   | Belinda Bencic | Barbora Krejčíková · Kateřina Siniaková | 7-5, 6-1 | Parcours |

## Parcours en Fed Cup
| #                                                                           | Date       | Lieu         | Surface      | Gagnante(s)                        | Perdante(s)                         | Score            |          |
| --------------------------------------------------------------------------- | ---------- | ------------ | ------------ | ---------------------------------- | ----------------------------------- | ---------------- | -------- |
|                                                                             |            |              |              |                                    |                                     |                  |          |
| 2014 - Barrage (groupe mondial II) - Brésil - Suisse - 1 : 4                |            |              |              |                                    |                                     |                  |          |
| 1                                                                           | 19/04/2014 | Catanduva    | Terre (ext.) | Belinda Bencic Viktorija Golubic   | Gabriela Cé Laura Pigossi           | 6-2, 6-2         | Parcours |
|                                                                             |            |              |              |                                    |                                     |                  |          |
| 2015 - 1er tour (groupe mondial II) - Suède - Suisse - 1 : 3                |            |              |              |                                    |                                     |                  |          |
| 2                                                                           | 07/02/2015 | Helsingborg  | Dur (int.)   | Johanna Larsson Rebecca Peterson   | Viktorija Golubic Xenia Knoll       | 5-7, 6-2, [10-5] | Parcours |
|                                                                             |            |              |              |                                    |                                     |                  |          |
| 2015 - Barrage (groupe mondial I) - Pologne - Suisse - 2 : 3                |            |              |              |                                    |                                     |                  |          |
| 3                                                                           | 18/04/2015 | Zielona Góra | Dur (int.)   | Timea Bacsinszky Viktorija Golubic | Agnieszka Radwańska Alicja Rosolska | 2-6, 6-4, 9-7    | Parcours |
|                                                                             |            |              |              |                                    |                                     |                  |          |
| 2016 - 1/2 finale (groupe mondial) - Suisse - République tchèque - 2 : 3    |            |              |              |                                    |                                     |                  |          |
| 4                                                                           | 16/04/2016 | Lucerne      | Dur (int.)   | Viktorija Golubic                  | Karolína Plíšková                   | 3-6, 6-4, 6-4    | Parcours |
| 4                                                                           | 16/04/2016 | Lucerne      | Dur (int.)   | Viktorija Golubic                  | Barbora Strýcová                    | 3-6, 7-66, 6-1   | Parcours |
| 4                                                                           | 16/04/2016 | Lucerne      | Dur (int.)   | Lucie Hradecká Karolína Plíšková   | Viktorija Golubic Martina Hingis    | 6-2, 6-2         | Parcours |
|                                                                             |            |              |              |                                    |                                     |                  |          |
| 2017 - 1/2 finale (groupe mondial) - Biélorussie - Suisse - 3 - 2           |            |              |              |                                    |                                     |                  |          |
| 5                                                                           | 22/04/2017 | Minsk        | Dur (int.)   | Aliaksandra Sasnovich              | Viktorija Golubic                   | 6-3, 5-7, 7-5    | Parcours |
| 5                                                                           | 22/04/2017 | Minsk        | Dur (int.)   | Aryna Sabalenka                    | Viktorija Golubic                   | 6-3, 2-6, 6-4    | Parcours |
|                                                                             |            |              |              |                                    |                                     |                  |          |
| 2018 - 1/4 de finale (groupe mondial) - République tchèque - Suisse - 3 : 1 |            |              |              |                                    |                                     |                  |          |
| 6                                                                           | 10/02/2018 | Prague       | Dur (int.)   | Petra Kvitová                      | Viktorija Golubic                   | 6-2, 1-6, 6-3    | Parcours |

## Records et statistiques

### Victoires sur le top 10
Toutes ses victoires sur des joueuses classées dans le top 10 de la WTA lors de la rencontre.
| Légende            |
| Grand Chelem       |
| WTA 1000           |
| WTA 500            |
| Intern’l / WTA 250 |
| Fed Cup            |

| # | Rang  |  | Tournoi      | Année | Surface    |  | Adversaire       | Rang | Tour | Score             | Tableau |
| - | ----- |  | ------------ | ----- | ---------- |  | ---------------- | ---- | ---- | ----------------- | ------- |
| 1 | no 62 |  | Linz         | 2016  | Dur (int.) |  | Garbiñe Muguruza | no 6 | 1/4  | 5-7, 6-3, 4-4 ab. | Tableau |
| 2 | no 46 |  | Indian Wells | 2021  | Dur        |  | María Sákkari    | no 9 | 1/32 | 5-7, 6-3, 6-2     | Tableau |

## Classements WTA en fin de saison
| Année          | 2010 | 2011 | 2012 | 2013 | 2014 | 2015 | 2016 | 2017 | 2018 | 2019 | 2020 | 2021 | 2022 | 2023 | 2024 |
| Rang en simple | 936  | 564  | 609  | 193  | 227  | 178  | 57   | 128  | 92   | 81   | 137  | 43   | 77   | 84   | 108  |
| Rang en double | –    | 731  | 410  | 224  | 235  | 130  | 125  | 66   | 101  | 186  | 137  | 146  | 90   | 146  | 416  |

Source : (en) Classements de Viktorija Golubic sur le site officiel de la Fédération internationale de tennis